# Spettroscopia fotoelettronica ultravioletta
La spettroscopia fotoelettronica ultravioletta (o spettroscopia con fotoelettroni ultravioletti o spettroscopia fotoelettronica a ultravioletti), comunemente indicata con UPS o UV-PES (sigla dell'inglese ultraviolet photoelectron spectroscopy), è una tecnica di spettroscopia fotoelettronica, per la precisione una spettroscopia ESCA, utilizzata per sondare le superfici dei materiali.

## Strumento

### Sorgente
L'energia minima richiesta per ionizzare atomi e molecole è tipicamente intorno a 10eV, ma è auspicabile che gli elettroni emessi abbiano elevata energia cinetica, quindi è necessario che la sorgente fornisca almeno 20eV e a volte anche di più. le sorgenti più impiegate sono He I e He II.
In He I l'elio viene sottoposto a scarica elettrica, che induce eccitazione e quindi fluorescenza.
La transizione predominante è 1P1(1s2p) → 1S0(1s2) di energia 21.22eV e lunghezza d'onda 58.4nm.

In He II l'elio è molto più rarefatto e sottoposto a un campo elettrico più intenso, in queste condizioni si ha una significativa concentrazione di ioni He+ che dà transizioni n=2 → n=1 di energia 40.81eV e lunghezza d'onda 30.4nm.
La larghezza delle linee è intorno a 4meV (32cm-1), quindi si riesce a vedere la struttura vibrazionale ma non quella rotazionale.

### Analizzatore
Uno degli analizzatori più usati è il settore elettrostatico. Un altro è il campo ritardante.